# Natsumi Kawaguchi
Natsumi Kawaguchi (japanisch 川口 夏実 Kawaguchi Natsumi; * 28. Juni 2002 in Nagasaki) ist eine japanische Tennisspielerin.

## Karriere
Kawaguchi begann mit fünf Jahren das Tennisspielen und bevorzugt Hartplätze. Sie spielt vor allem auf Turnieren der ITF Women’s World Tennis Tour, bei denen sie bislang jeweils vier Titel im Einzel und im Doppel gewonnen hat.
Bei den Australian Open 2019 schied sie im Juniorinneneinzel bereits in der ersten Runde aus, im Doppel gewann sie mit ihrer Partnerin Adrienn Nagy den Titel. Bei den French Open 2019 erreichte sie im Juniorinneneinzel das Achtelfinale und im Juniorinnendoppel mit Partnerin Diane Parry das Halbfinale. In Wimbledon erreichte sie im Juniorinneneinzel das Viertelfinale und im Juniorinnendoppel mit Partnerin Adrienn Nagy das Achtelfinale. Bei den US Open 2019 schied sie im Juniorinneneinzel bereits in der ersten Runde aus, konnte aber im Juniorinnendoppel mit Partnerin Nagy erneut das Halbfinale erreichen.

## Turniersiege

### Einzel
| Nr. | Datum          | Turnier | Kategorie | Belag     | Finalgegnerin  | Ergebnis       |
| --- | -------------- | ------- | --------- | --------- | -------------- | -------------- |
| 1.  | 14. April 2019 | Cancun  | ITF W15   | Hartplatz | Emily Appleton | 7:62, 6:72 6:3 |
| 2.  | 26. März 2023  | Hinode  | ITF W15   | Hartplatz | Aoi Ito        | 6:4, 6:3       |
| 3.  | 23. April 2023 | Osaka   | ITF W15   | Hartplatz | Miho Kuramochi | 6:4, 6:1       |
| 4.  | 14. Mai 2023   | Fukuoka | ITF W60   | Teppich   | Katie Boulter  | kampflos       |

### Doppel
| Nr. | Datum            | Turnier             | Kategorie | Belag             | Partnerin      | Finalgegnerinnen                           | Ergebnis         |
| --- | ---------------- | ------------------- | --------- | ----------------- | -------------- | ------------------------------------------ | ---------------- |
| 1.  | 13. April 2019   | Cancun              | ITF W15   | Hartplatz         | Maya Tahan     | Emily Appleton María José Portillo Ramírez | 6:1, 6:2         |
| 2.  | 14. Oktober 2023 | Hamamatsu           | ITF W25   | Teppich           | Hiromi Abe     | Haruna Arakawa Aoi Ito                     | 3:6, 6:4, [10:4] |
| 3.  | 24. August 2024  | Nakhon Si Thammarat | ITF W15   | Hartplatz         | Momoko Kobori  | Honoka Kobayashi Yukina Saigō              | 6:3, 6:4         |
| 4.  | 9. August 2025   | Singapur            | ITF W15   | Hartplatz (Halle) | Haruna Arakawa | Natsuho Arakawa Anri Nagata                | 6:2, 6:2         |